# Методы ввода китайских иероглифов

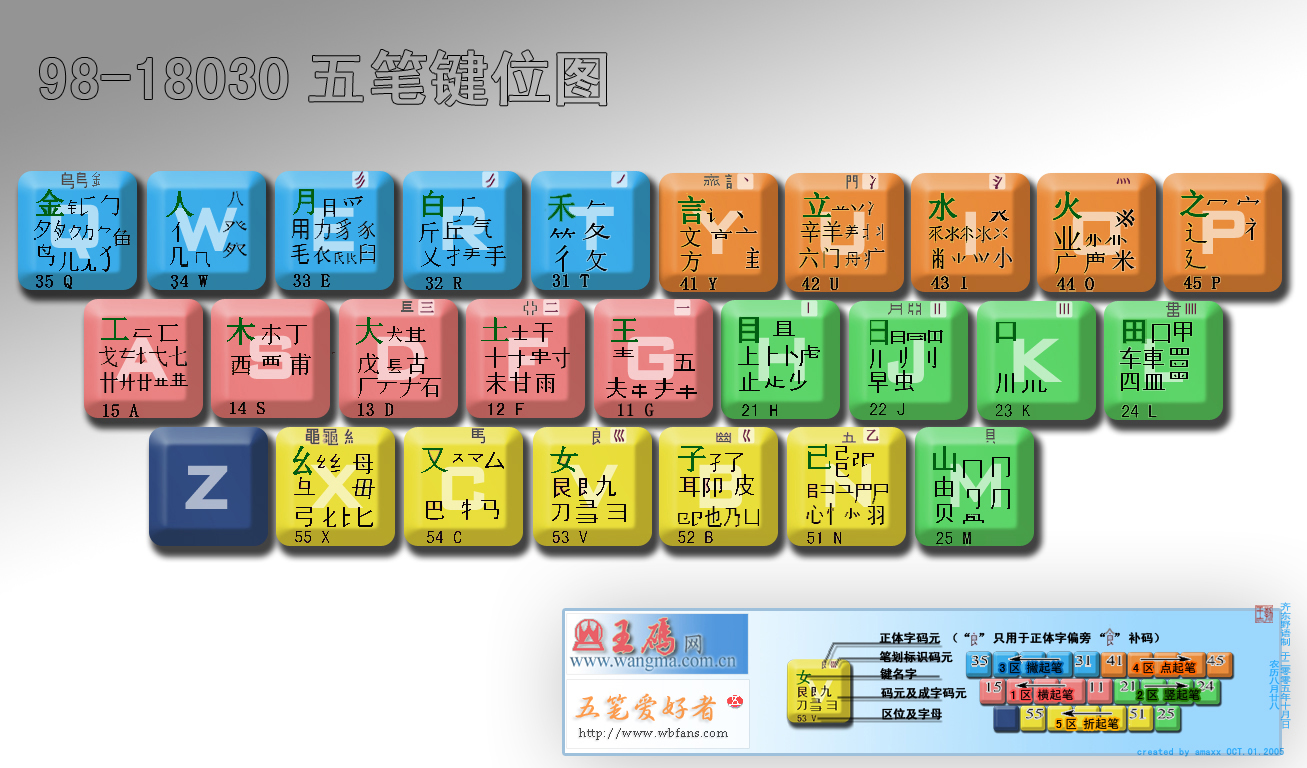
Клавиатура способа Уби (пять черт).

Методы ввода китайских иероглифов определяют использование стандартного интерфейса компьютера для ввода большого (более 80 тысяч) количества иероглифов китайского языка.
Методы, использующие стандартную компьютерную клавиатуру (IME), делятся на три основные группы:
- ввод по произношению,
- ввод по структуре иероглифов,
- ввод по комбинации структуры и произношения.

#### Ввод по произношению
Лёгок в использовании, если известно стандартизованное произношение иероглифа, например, пиньинь. С другой стороны, каждый слог в пиньине может соответствовать большому количеству различных иероглифов, например, слог, записываемый как shu в пиньине, соответствует более чем 40 различным иероглифам, например, 书, 数 или 输. Пользователь, вводящий текст, должен выбирать нужный иероглиф из списка, отображаемого на экране. Большинство способов ввода такого типа использует механизм подсказок на основе соседних символов. Например, ввод shurufa производит однозначный результат 输入法 (кит. способ ввода). Или, например, для ввода: «我爱中文。» надо ввести: «wo ai zhong wen .» (пробелы можно не ставить), пиньинь трансформируется в иероглифы по принципу T9, то есть выбирать нужный иероглиф нужно достаточно редко, всё и так преобразовывается в текст по «словарю».

#### Структурные способы
Структурные способы, такие как Уби, обычно не порождают неоднозначности при вводе, они также не требуют точного знания стандартного произношения иероглифа, но они требуют запоминания соответствия структурных элементов иероглифа клавишам на клавиатуре. Например, для ввода иероглифа 输 по способу Уби требуется ввести «l w g j», буквы, соответствующие его разложению на компоненты 车, 人, 一 и 刀. В результате при использовании таких методов возможна слепая печать, при которой можно достичь скорости 120—160 иероглифов в минуту, что более чем достаточно для стенографирования звучащей речи. Исторически способы ввода путём разложения на составные части появились ещё в конце XIX века для передачи китайских текстов по телеграфу и радио (аналог азбуки Морзе).

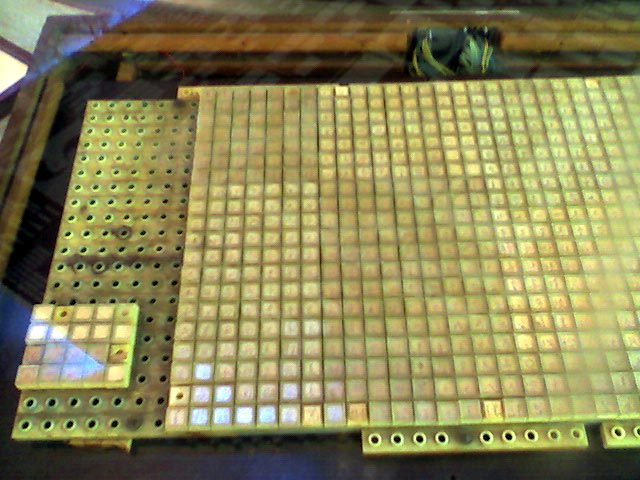
Экспериментальная китайская клавиатура.

#### Другие способы ввода
К другим способам ввода иероглифов относятся:
- использование специализированных клавиатур (с большим количеством клавиш),
- рукописный ввод (с планшета или КПК),
- распознавание речи.

Наличие большого количества черт в отдельном иероглифе делает распознавание рукописного ввода существенно более надёжным по сравнению с европейскими языками, но оно требует специального оборудования. Скорость рукописного ввода также существенно медленнее структурных методов. Ввод с распознаванием голоса требует предварительного обучения системы голосу автора.